# RIPOL

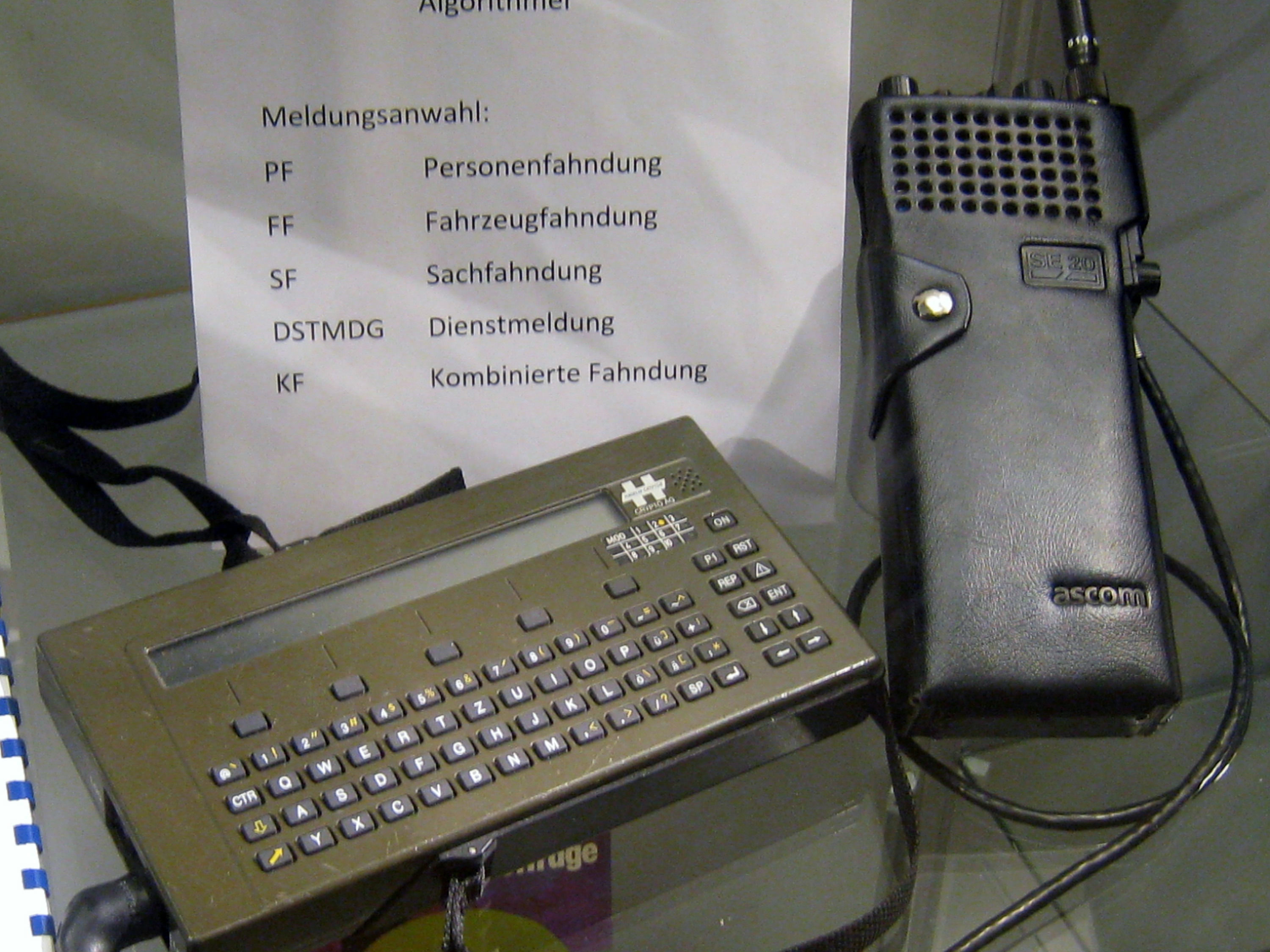
Funkgerät des Grenzwachtkorps zur Kommunikation mit RIPOL

RIPOL (französisch Recherches informatisées de la police, rätoromanisch retschertgas informatisadas da polizia) ist das automatisierte Polizeifahndungssystem der Schweiz. Es wird beim Bundesamt für Polizei (fedpol) geführt. Die rechtliche Grundlage findet sich seit dem 1. Dezember 2016 in der RIPOL-Verordnung.

## Informationserfassung
Ausschreibungen für die Eingabe in das RIPOL können verschiedene Behörden melden, darunter die Bundesanwaltschaft, das Staatssekretariat für Migration, die Militärjustizbehörden, die Polizeibehörden der Kantone, die Zentralbehörde zur Behandlung internationaler Kindesentführungen, die Strassenverkehrsämter und der Nachrichtendienst des Bundes (NDB). Diese Behörden sind zugleich befugt, Daten aus dem RIPOL abzufragen, darüber hinaus aber auch etwa die Schweizerischen Vertretungen im Ausland mit konsularischen Aufgaben sowie das Interpol-Generalsekretariat und ausländische Interpol-Stellen.
Das RIPOL besteht aus zwei Bereichen: Personen und ungeklärte Straftaten (Art. 7 Abs. 1 RIPOL-Verordnung).
Das RIPOL erfasst insbesondere Personen- und Sachfahndungen, ungeklärte Straftaten, an einem Fall beteiligte Personen, insbesondere Geschädigte, Rechtsvertreter, Zeugen oder andere Drittpersonen, Inhaber von Ausweisen, Halter von Fahrzeugen sowie die Finder von Sachen verdächtigter Herkunft, Tatorte und Tatzeiten, das Tatvorgehen, weitere zur Aufklärung dienende Auskünfte sowie allgemeine Geschäftsdaten.
RIPOL darf auch mit anderen Informationssystemen elektronisch Daten austauschen, beispielsweise mit dem informatisierten Zivilstandsregister Infostar.
Sobald eine Personenausschreibung oder Sachfahndung gegenstandslos geworden ist, werden die Daten im RIPOL gesperrt und nach drei Monaten automatisch gelöscht. Ansonsten werden die Daten über Personenausschreibungen höchstens bis zur gesetzlichen Verfolgungs- oder Vollstreckungsverjährung aufbewahrt.
Für Straftaten bleiben die Daten noch zwei Jahre abrufbar und werden dann automatisch im RIPOL gelöscht, wenn die Täterschaft ermittelt werden konnte oder die Straftat verjährt ist. Ungeklärte Straftaten, die Waffen oder Kulturgüter umfassen, verbleiben auch über den Zeitpunkt der Verjährung hinaus im System.
Auskunfts-, Berichtigungs- und Löschungsrechte von Betroffenen richten sich gemäss Art. 13 Abs. 1 RIPOL-Verordnung nach dem Bundesgesetz über den Datenschutz.

## Zugriffsbefugnisse
Folgende Behörden sind zum Zugriff auf RIPOL berechtigt:
| Behörden                                                                                  |
| ----------------------------------------------------------------------------------------- |
| fedpol Bundesamt für Polizei                                                              |
| Swissmedic                                                                                |
| Bundesanwaltschaft                                                                        |
| Kantonspolizei                                                                            |
| Bundesamt für Justiz                                                                      |
| Ausländerbehörden, Einbürgerungsbehörden, Ausländerbehörden des Fürstentums Liechtenstein |
| Staatssekretariat für Migration                                                           |
| Strassenverkehrs- und Schifffahrtsämter                                                   |
| Beschwerdedienst des EJPD                                                                 |
| Bundesamt für Zivilluftfahrt                                                              |
| Bundesamt für Zoll und Grenzsicherheit, Zollfahndung und GWK                              |
| Staatssekretariat für Wirtschaft, Kantonale und kommunale Arbeitsämter                    |
| Gemeinde-, Stadt- und Regionalpolizei                                                     |
| Transportpolizei der SBB                                                                  |
| Vollzugbehörden von Landesverweisungen                                                    |
| Zentrale Inkassostelle der Finanzverwaltung                                               |
| Straf- und Massnahmenvollzugsbehörden                                                     |
| Eidgenössische Spielbankenkommission                                                      |
| Eidgenössisches Departement für auswärtige Angelegenheiten                                |
| Militärjustizbehörden                                                                     |
| Interpol und Interpol-Generalsekretariat                                                  |
| Nachrichtendienst des Bundes                                                              |
| Militärische Sicherheit                                                                   |
| für Personensicherheitsprüfungen zuständige Behörden des Bundes                           |
| Ausstellende Behörden gem. Ausweisgesetz "Passbüros"                                      |
| Vollzugsstelle des Bundes für den Zivildienst                                             |
| Kantonale Waffenbüros                                                                     |

Je nach Zuständigkeit verfügen sie je nach Kategorie über schreibende oder lesende Befugnisse.

## Grenzüberschreitender polizeilicher Informationsaustausch
Der schweizerisch-deutsche Polizeivertrag ermöglicht seit dem 1. März 2002 in Verbindung mit dem schweizerischen Rechtshilfegesetz (IRSG) die grenzüberschreitende polizeiliche Zusammenarbeit mit deutschen Behörden. Ohne Einbezug der Justizbehörden dürfen die Polizeiorgane beider Staaten gemäss Art. 4 Abs. 1 Satz 1 Polizeivertrag i. V. m. Art. 75a Abs. 1 IRSG Erkenntnisse aus polizeilichen Abklärungen und Unterlagen sowie aus Datensystemen wie RIPOL, Registern und sonstigen Sammlungen nach Massgabe des innerstaatlichen Rechtes austauschen.
Dies gilt insbesondere, wenn sich der grenzüberschreitende Dienstverkehr auf Straftaten bezieht, bei denen der Schwerpunkt der Tat und ihrer Verfolgung im Grenzgebiet beider Staaten liegt. Als Grenzgebiete gelten in der Bundesrepublik Deutschland die Bundesländer Baden-Württemberg und Bayern sowie in der Schweizerischen Eidgenossenschaft die Kantone Basel-Stadt, Basel-Land, Aargau, Schaffhausen, Zürich, Thurgau und St. Gallen (Art. 5 des Polizeivertrags).
Der Zugriff auf RIPOL erfolgt über das deutsche Polizeiauskunftssystem INPOL-neu.